# 列昂尼德·扎米亚京
列昂尼德·扎米亚京（俄语：Леонид Замятин，1922年3月9日—2019年6月19日），苏联外交官。

## 生平
1944年毕业于莫斯科航空学院，1946年起在苏联外交部工作。
1959年至1960年担任苏联常驻国际原子能机构代表，1970年至1978年担任塔斯社总经理职位，1978年至1986年担任苏共中央委员会新闻部主任，1986年至1991年任苏联驻英国大使。
1986年被任命为苏联驻英国特命全权大使。由于拒绝谴责八一九事件，他被戈尔巴乔夫解除职务。